# Holman Dome
Holman Dome är en kulle i Antarktis. Den ligger i Östantarktis. Australien gör anspråk på området. Toppen på Holman Dome är 42 meter över havet.
Terrängen runt Holman Dome är platt.  Trakten är obefolkad. Det finns inga samhällen i närheten.